# Parachma atripunctalis
Parachma atripunctalis är en fjärilsart som beskrevs av George Francis Hampson 1906. Parachma atripunctalis ingår i släktet Parachma och familjen mott. Inga underarter finns listade i Catalogue of Life.